# Transact-SQL
Transact-SQL (T-SQL) — процедурное расширение языка SQL, созданное компанией Microsoft (для Microsoft SQL Server) и Sybase (для Sybase ASE).
SQL был расширен такими дополнительными возможностями как:
- управляющие операторы,
- локальные и глобальные переменные,
- различные дополнительные функции для обработки строк, дат, математики и т. п.,
- поддержка аутентификации Microsoft Windows.

Язык Transact-SQL является ключом к использованию MS SQL Server. Все приложения, взаимодействующие с экземпляром MS SQL Server, независимо от их реализации и пользовательского интерфейса, отправляют серверу инструкции Transact-SQL.

## Элементы синтаксиса

### Директивы сценария
Директивы сценария — это специфические команды, которые используются только в MS SQL. Эти команды помогают серверу определять правила работы со скриптом и транзакциями. Типичные представители: GO — информирует SQL Server об окончании пакета инструкций Transact-SQL, EXEC (или EXECUTE) — выполняет процедуру или скалярную функцию.

### Комментарии
Комментарии используются для создания пояснений для блоков сценариев, а также для временного отключения команд при отладке скрипта. Комментарии бывают как строковыми, так и блоковыми:
-- — строковый комментарий исключает из выполнения только одну строку, перед которой стоят два минуса.
/* */ — блоковый комментарий исключает из выполнения целый блок команд, заключённый в указанную конструкцию. Допускает вложенные комментарии.

### Типы данных
Как и в языках программирования, в SQL существуют различные типы данных для переменных:
- Числа — для хранения числовых переменных (bit, int, tinyint, smallint, bigint, numeric, decimal, money, smallmoney, float, real).
- Даты — для хранения даты и времени (datetime, smalldatetime, date, time, datetime2, datetimeoffset).
- Символы — для хранения символьных данных (char, nchar, varchar, nvarchar).
- Двоичные — для хранения бинарных данных (binary, varbinary, image[1]).
- Большеобъемные — типы данных для хранения больших бинарных данных (text, ntext, image).
- Специальные — указатели (cursor), 16-байтовое шестнадцатеричное число, которое используется для GUID (uniqueidentifier), штамп изменения строки (timestamp), версия строки (rowversion), таблицы (table).

Примечание. Для использования русских символов (не ASCII кодировки) используются типы данных с приставкой «n» (nchar, nvarchar, ntext), которые кодируют символы двумя байтами. Иначе говоря, для работы с Unicode используются типы данных с «n» (от слова national). Строковые константы с Unicode также записываются с «n» в начале.
Примечание. Для данных переменной длины используются типы данных с приставкой «var». Типы данных без приставки «var» имеют фиксированную длину области памяти, неиспользованная часть которой заполняется пробелами или нулями.

### Идентификаторы
Идентификаторы — это специальные символы, которые используются с переменными для идентифицирования их типа или для группировки слов в переменную. Типы идентификаторов:
- @ — идентификатор локальной переменной (пользовательской).
- @@ — идентификатор глобальной переменной (встроенной).
- # — идентификатор локальной таблицы или процедуры.
- ## — идентификатор глобальной таблицы или процедуры.
- [ ] — идентификатор группировки слов в переменную (работают как стандартные " ").

### Переменные
Переменные используются в сценариях. Чтобы работать с переменной, её нужно объявить, при том объявление должно быть осуществлено в той транзакции или пакете инструкций, в которой выполняется команда, использующая эту переменную. Иначе говоря, после завершения транзакции, а также после команды GO, переменная уничтожается.
Объявление переменной выполняется командой DECLARE, задание значения переменной осуществляется либо командой SET, либо SELECT:
```
USE
 
TestDatabase

--
 
Объявление
 
переменных

DECLARE
 
@EmpID
 
int
,
 
@EmpName
 
varchar
(
40
)

--
 
Задание
 
значения
 
переменной
 
@EmpID

SET
 
@EmpID
 
=
 
1

--
 
Задание
 
значения
 
переменной
 
@EmpName

SELECT
 
@EmpName
 
=
 
UserName
 
FROM
 
Users
 
WHERE
 
UserID
 
=
 
@EmpID

--
 
Вывод
 
переменной
 
@EmpName
 
в
 
результат
 
запроса

SELECT
 
@EmpName
 
AS
 
[
Employee Name
]

GO

```

Примечание. В этом примере используется группировка слов в лексему — конструкция [Employee Name] воспринимается как одна лексема, так как слова заключены в квадратные скобки.

### Операторы
Операторы — это специальные команды, предназначенные для выполнения простых операций над переменными:
- Арифметические операторы: «*» — умножить, «/» — делить, «%» — остаток от деления, «+» — сложить, «-» — вычесть, «()» — скобки.
- Операторы сравнения: «=» — равно, «>» — больше, «<» — меньше, «>=» — больше или равно, «<=» - меньше или равно, «<>» («!=») — не равно, between (вместо «>=», «<=»).
- Операторы соединения: «+» — соединение (конкатенация) строк.
- Логические операторы: «AND» — и, «OR» — или, «NOT» — не.
- Операторы со множествами: «IN».

### Системные функции
Спецификация Transact-SQL значительно расширяет стандартные возможности SQL благодаря встроенным функциям:
- Агрегативные функции — функции, которые работают с коллекциями значений и выдают одно значение. Типичные представители: AVG — среднее значение колонки, SUM — сумма колонки, MAX — максимальное значение колонки, MIN — минимальное значение колонки, COUNT — количество элементов колонки.
- Скалярные функции — это функции, которые возвращают одно значение, работая со скалярными данными или вообще без входных данных. Типичные представители: DATEDIFF — разница между датами, ABS — модуль числа, DB_NAME — имя базы данных, USER_NAME — имя текущего пользователя, LEFT — часть строки слева.
- Функции-указатели — функции, которые используются как ссылки на другие данные. Типичные представители: OPENXML — указатель на источник данных в виде XML-структуры, OPENQUERY — указатель на источник данных в виде другого запроса.

Примечание. Полный список функций можно найти в справке к SQL серверу.
Примечание. К скалярным функциям можно также отнести и глобальные переменные, которые в тексте сценария вызываются двойной собакой «@@».
Пример:
```
USE
 
TestDatabase

--
 
Использование
 
агрегативной
 
функции
 
для
 
подсчета
 
средней
 
зарплаты

SELECT
 
AVG
(
BaseSalary
)
 
AS
 
[
Average salary
]
 
FROM
 
Positions

GO

--
 
Использование
 
скалярной
 
функции
 
для
 
получения
 
имени
 
базы
 
данных

SELECT
 
DB_NAME
()
 
AS
 
[
Database name
]

GO

--
 
Использование
 
скалярной
 
функции
 
для
 
получения
 
имени
 
текущего
 
пользователя

DECLARE
 
@MyUser
 
char
(
30
)

SET
 
@MyUser
 
=
 
USER_NAME
()

SELECT
 
'The current user''s database username is: '
+
 
@MyUser

GO

--
 
Использование
 
функции
-
указателя
 
для
 
получения
 
данных
 
с
 
другого
 
сервера

SELECT
 
*
 
FROM
 
OPENQUERY
(
OracleSvr
,
 
'SELECT name, id FROM owner.titles'
)

GO

```

### Выражения
Выражение — это комбинация операторов и символов, которая получает на вход скалярную величину, а на выходе дает другую величину или исполняет какое-то действие. В Transact-SQL выражения делятся на 3 типа: DDL, DCL и DML.
- DDL (Data Definition Language) — выражения этого типа используются для создания объектов в базе данных. Основные представители данного класса: CREATE — создание объектов, ALTER — изменение объектов, DROP — удаление объектов.
- DCL (Data Control Language) — выражения этого типа предназначены для назначения прав на объекты базы данных. Основные представители данного класса: GRANT — разрешение на объект, DENY — запрет на объект, REVOKE — отмена разрешений и запретов на объект.
- DML (Data Manipulation Language) — выражения этого типа используются для запросов и изменения данных. Основные представители данного класса: SELECT — выборка данных, INSERT — вставка данных, UPDATE — изменение данных, DELETE — удаление данных.

Пример:
```
USE
 
TestDatabase

--
 
Использование
 
DDL

CREATE
 
TABLE
 
TempUsers
 
(
UserID
 
int
,
 
UserName
 
nvarchar
(
40
),
 
DepartmentID
 
int
)

GO

--
 
Использование
 
DCL

GRANT
 
SELECT
 
ON
 
Users
 
TO
 
public

GO

--
 
Использование
 
DML

SELECT
 
UserID
,
 
UserName
 
+
 
' '
 
+
 
UserSurname
 
AS
 
[
User Full Name
]
 
FROM
 
Users

GO

--
 
Использование
 
DDL

DROP
 
TABLE
 
TempUsers

GO

```

### Управление выполнением сценария
В Transact-SQL существуют специальные команды, которые позволяют управлять потоком выполнения сценария, прерывая его или направляя в нужную ветвь.
- Блок группировки — структура, объединяющая список выражений в один логический блок (BEGIN … END).
- Блок условия — структура, проверяющая выполнения определённого условия (IF … ELSE).
- Блок цикла — структура, организующая повторение выполнения логического блока (WHILE … BREAK … CONTINUE).
- Переход — команда, выполняющая переход потока выполнения сценария на указанную метку (GOTO).
- Задержка — команда, задерживающая выполнение сценария (WAITFOR).
- Вызов ошибки — команда, генерирующая ошибку выполнения сценария (RAISERROR).